# Episodi di Vienna Blood
Gli episodi della serie televisiva Vienna Blood sono stati trasmessi a partire dal 18 novembre 2019 sul canale britannico BBC Two.
In Italia, la serie è inedita.
| nº               | Titolo originale             | Prima TV Regno Unito |
| Prima stagione   | Prima stagione               | Prima stagione       |
| ---------------- | ---------------------------- | -------------------- |
| 1                | The Last Seance              | 18 novembre 2019     |
| 2                | Queen of the Night           | 25 novembre 2019     |
| 3                | The Lost Child               | 2 dicembre 2019      |
| Seconda stagione |                              |                      |
| 1                | The Melancholy Countess      | 10 dicembre 2022     |
| 2                | The Devil's Kiss             | 17 dicembre 2022     |
| 3                | Darkness Rising              | 24 dicembre 2022     |
| Terza stagione   |                              |                      |
| 1                | Deadly Communion             | 14 dicembre 2022     |
| 2                | The God of Shadows           | 21 dicembre 2022     |
| 3                | Death Is Now a Welcome Guest | 28 dicembre 2022     |
| Quarta stagione  |                              |                      |
| 1                | Mephisto Waltz Part 1        | 4 agosto 2024        |
| 2                | Mephisto Waltz Part 2        | 11 agosto 2024       |

## The Last Seance
- Diretto da: Robert Dornhelm
- Scritto da: Steve Thompson

### Trama
Quando una medium viene trovata morta in circostanze misteriose, l'ispettore Oskar Rheinhardt della polizia di Vienna contatta il dottor Max Liebermann per aiutarlo a trovare il suo assassino.

## Queen of the Night
- Diretto da: Umut Dag
- Scritto da: Steve Thompson

### Trama
Una serie di raccapriccianti omicidi nei bassifondi di Vienna porta a un rapido arresto, ma Oskar e Max non sono d'accordo su un sospettato.

## The Lost Child
- Diretto da: Umut Dag
- Scritto da: Steve Thompson

### Trama
Il nipote di Max ha un crollo nervoso dopo l'annegamento di un compagno cadetto in un'accademia militare. Max sospetta un gioco scorretto.

## The Melancholy Countess
- Diretto da: Robert Dornhelm
- Scritto da: Steve Thompson

### Trama
Una contessa vedova muore in un apparente suicidio, ma in seguito si scopre che è stata assassinata. Aveva consultato Max.

## The Devil's Kiss
- Diretto da: Robert Dornhelm
- Scritto da: Steve Thompson

### Trama
Un giovane borseggiatore scopre un corpo gravemente mutilato, il che porta Oskar sulle tracce di un anarchico determinato a impedire la firma di un trattato.

## Darkness Rising
- Diretto da: Robert Dornhelm
- Scritto da: Steve Thompson

### Trama
Dopo una lite durante una lezione, un monaco viene ucciso. Viene arrestato un sospettato, il fratello del fidanzato di Clara. Max non pensa di aver ucciso il monaco e va sotto copertura per scoprire cosa è successo.

## Deadly Communion
- Diretto da: Robert Dornhelm
- Scritto da: Steve Thompson

### Trama
Una giovane sarta viene assassinata in una lussuosa casa di moda. Oscar e Max sono inizialmente perplessi, ma ulteriori indizi vengono svelati quando Max riceve una lettera nel suo nuovo studio.

## The God of Shadows
- Diretto da: Robert Dornhelm
- Scritto da: Steve Thompson

### Trama
Max applica la sua competenza neurologica al caso di un soldato in pensione, il capitano Steiner, convinto di essere maledetto e torturato da spiriti vendicativi.

## Death Is Now a Welcome Guest
- Diretto da: Robert Dornhelm
- Scritto da: Steve Thompson

### Trama
Quando una famosa star del cinema muore durante la première del suo nuovo film, le indagini di Max e Oskar li coinvolgono nei meandri oscuri della celebrità e della politica di estrema destra.

## Mephisto Waltz Part 1
- Diretto da: Umut Dag
- Scritto da: Frank Tallis e Steve Thompson

### Trama
Una serie di omicidi a Vienna è collegata a segreti di stato trapelati dal cuore dell'Impero austro-ungarico. Max e Oskar rischiano tutto per scoprire l'identità del traditore.

## Mephisto Waltz Part 2
- Diretto da: Umut Dag
- Scritto da: Steve Thompson e Frank Tallis

### Trama
Oskar e Max si ritrovano in posizioni pericolose con poca protezione dalla portata mortale di Mefisto. Il futuro dell'Impero è minacciato. La posta in gioco non è mai stata così alta.